# 確かな学力
確かな学力（たしかながくりょく）とは、｢知識｣や｢技能｣のほか、｢学ぶ意欲｣や、｢自分で課題を見付け、自ら学び、主体的に判断し、行動し、よりよく問題を解決する資質や能力｣等を含めた「学力」のことである。

## 概要
1998年（平成10年）から1999年（平成11年）に告示された「学習指導要領」においては、「生きる力をはぐくむこと」が基本理念とされ、「生きる力」には、「基礎的・基本的な内容の確実な定着」が含まれていた。
「基礎的・基本的な内容の確実な定着」を徹底するために、すべての児童・生徒に指導する内容を、それまでより3割程度削減した。そのために、教育現場に混乱が生じ、児童・生徒にとって十分な教育を行いうる状況でなくなったといわれるようになり、学力低下論争などが生じた。これを受け、文部科学省においては、「生きる力」という基本理念をより拡充するという目的で「確かな学力」を児童・生徒に身に付けてもらえるような必要な諸策を講じることを表明した。
当時、文部科学大臣であった遠山敦子は、2003年（平成15年）5月15日 木曜日に「今後の初等中等教育改革の推進方策について」（15文科初第251号）において中央教育審議会に「初等中等教育の教育課程及び指導の充実・改善方策について」諮問した。2003年（平成15年）10月7日 火曜日には、中央教育審議会から答申され、これを受けて、当時の「学習指導要領」（教育要領を除く）のすべてを2003年（平成15年）12月26日に一部改正した。これが初期の「確かな学力」を推進する政策であった。
「確かな学力」の概念は、その後も活用され続け、2008年（平成20年）から2009年（平成21年）に告示の「学習指導要領」にも盛り込まれている。

## 註
1. ↑  https://web.archive.org/web/20031210194240/http://www.mext.go.jp/b_menu/shingi/chukyo/chukyo0/toushin/03100701/003.htm 文部科学省 中央教育審議会 2003年（平成15年）10月7日 火曜日 答申、『初等中等教育における当面の教育課程及び指導の充実・改善方策について』の「第1章 新学習指導要領や子どもたちに求められる学力についての基本的な考え方等」の「2 子どもたちに求められる学力についての基本的な考え方」の「(1）子どもたちに求められる学力＝［確かな学力］」より